# Zborov
Zborov är en ort i Tjeckien.   Den ligger i regionen Olomouc, i den östra delen av landet, 170 km öster om huvudstaden Prag. Zborov ligger 515 meter över havet och antalet invånare är 219.
Terrängen runt Zborov är huvudsakligen kuperad, men åt sydost är den platt. Runt Zborov är det ganska tätbefolkat, med 124 invånare per kvadratkilometer. Närmaste större samhälle är Šumperk, 9,9 km öster om Zborov. I omgivningarna runt Zborov växer i huvudsak blandskog.